# المصعد الفضائي القمري
المصعد الفضائي القمري أو رافعة الفضاء عبارة عن نظام نقل مقترح لتحريك مركبة تسلق ميكانيكية للأعلى والأسفل عن طريق كابل معلق على شكل رباط، يُثبّت بين سطح القمر «في الأسفل» وبين ميناء رسو معلق عاليًا في الفضاء على ارتفاع آلاف الكيلومترات «في الأعلى».
إنه مشابه في المفهوم لفكرة مصعد الفضاء على الأرض المعروفة بشكل أفضل، لكن لأنّ جاذبية سطح القمر أقل بكثير من جاذبية سطح الأرض، يمكن تأمين المتطلبات الهندسية لبناء نظام مصعد قمري باستخدام مواد وتقنيات متوفرة حاليًا (عام 2020). بالنسبة للمصعد القمري، يمتد الكابل أو الحبل في الفضاء بعيدًا جدًا عن سطح القمر أكثر من الكابل الذي من الممكن استخدامه في نظام مصعد فضائي على الأرض. ومع ذلك، الوظيفة الأساسية لنظام المصعد الفضائي هي نفسها في الحالتين. تعطي كلا الحالتين وسيلة قابلة للتحكم وإعادة الاستخدام لنقل حمولات البضائع، أو من الممكن أشخاص، بين محطة القاعدة في الأسفل في بئر الجاذبية وميناء الرسو في الفضاء الخارجي.
يمكن للمصعد القمري تقليل التكاليف وتحسين الموثوقية بشكل كبير لمعدات الهبوط الآمن على سطح القمر. على سبيل المثال، يمكن لهذا أن يسمح باستخدام محركات دفع منخفض ذات كفاءة جماعية (اندفاع نوعي عالي) مثل محركات الدفع الأيونية التي لا يمكن أن تهبط على القمر بطريقة أخرى. ولأنّ ميناء الرسو سيكون مرتبطًا بالكابل في بيئة ذات جاذبية صغرى، يمكن أن تصل هذه المعدات والمعدات الأخرى إلى الكابل من مدار أرضي منخفض، وباستخدام الحد الأدنى من الوقود اللازم للإطلاق من الأرض. باستخدام الصواريخ التقليدية، كمية الوقود اللازمة للوصول إلى سطح القمر اعتبارًا من مدار أرضي منخفض تساوي عدة أضعاف من الكتلة الهابطة، وبالتالي يمكن للمصعد تقليل تكاليف الإطلاق بالنسبة للحمولات المرتبطة بالسطح القمري إذا ما أخذنا بالاعتبار عامل التشابه.

## الموقع
هنالك نقطتين في الفضاء في موقع التزامن القمري حيث يمكن لميناء رسو المصعد أن يبقى مستقرًا: وهما نقطتي لاغرانج إل1 و إل2 في نظام الأرض-القمر. يعني الانحراف بمقدار 0.55 للمدار القمري أنّ هاتين النقطتين غير ثابتتين بالنسبة لسطح القمر: تبعد النقطة إل1 بمقدار 56315 كيلومتر ±3183 عن جانب القمر المواجه للأرض (عند خط الاستواء القمري)، وتبعد النقطة إل2 مسافة 62851 كيلومتر± 3539 عن مركز الجانب البعيد من القمر، في الاتجاه المعاكس. عند هاتين النقطتين، يلغي كل من تأثير جاذبية القمر وتأثير قوة الطرد المركزي الناتجة عن تزامن نظام المصعد، ودوران الجسم الجاسئ، بعضهما البعض. إن نقطتي لاغرانج إل1 وإل2 هما نقطتي توازن ثقالي غير مستقر، وهذا يعني أنه ستكون هنالك حاجة لتعديلات عطالية صغيرة بالنسبة لسطح القمر لضمان الحفاظ على استقرار أي جسم يتموضع في هاتين النقطتين. تبعد كل من النقطتين أكثر من 36000 كيلومتر عن المدار الجغرافي الثابت. بالإضافة إلى ذلك، يجب موازنة وزن طرف نظام الكابل الممتد لأسفل إلى القمر بالنسبة للكابل الممتد لأعلى، ويدل الدوران البطيء للقمر أنّ الطرف العلوي يجب أن يكون أطول من النظام على الأرض، أو أن يكون فوقه ثقل موازن أكبر بكثير. سيتطلب تعليق كيلو غرام من الكابل أو الحمولة فوق سطح القمر 1000 كيلو غرام من الثقل الموازن، على مسافة 26000 كيلومتر وراء النقطة إل1. (كمثال على ثقل موازن أصغر على كابل أطول، سيكون لوزن 100 كيلو غرام على مسافة 230000 كيلومتر – أكثر من نصف المسافة إلى الأرض- نفس تأثير التوازن). من دون جاذبية الأرض لجذب الكابل، سيتطلب الحد الأدنى من الكيلوغرامات للكابل في النقطة إل2 1000 كيلوغرام من الثقل الموازن على مسافة 120000 كيلومتر من القمر. تبلغ المسافة المتوسطة بين القمر والأرض 384000 كيلو متر.
تُعتبر نقطة تثبيت المصعد الفضائي عادةً عند خط الاستواء. ومع ذلك، توجد عدة حالات محتملة يجب إجراؤها لتحديد موقع القاعدة القمرية على واحد من قطبي القمر. يمكن أن تستفيد قاعدة موجودة على قمة الضوء الأبدي من الطاقة الشمسية شبه المستمرة، على سبيل المثال، قد تُحبس كميات صغيرة من الماء أو المواد المتطايرة الأخرى في قيعان فوهة محجوب عنها الضوء باستمرار. يمكن تثبيت المصعد الفضائي بالقرب من القطب القمري، عوضًا عن تثبيته عليه مباشرة. من الممكن استخدام خط الترام لجلب الكابل لبقية الطريق إلى القطب، وتسمح جاذبية القمر المنخفضة بوجود أبراج دعم أطول ومجازات أوسع بينها أكثر مما قد يكون ممكنًا على الأرض.

## التصنيع
بسبب الجاذبية الضعيفة للقمر وافتقاره للغلاف الجوي، ستكون المتطلبات الصارمة للمصعد القمري أقل بالنسبة لقوة الشد للمادة المكونة للكابل أكثر من الكابل المربوط على الأرض. يتطلب المصعد على الأرض مواد عالية القوة بالنسبة لوزنها، وهذا ممكن نظريًا، لكن لم تُصنع وتُجرب في الحياة العملية حتى الآن (على سبيل المثال، الأنابيب النانوية الكربونية). يمكن بناء المصعد القمري بالرغم من ذلك باستخدام ألياف بارا أراميد عالية الصلابة المنُتجة بكميات كبيرة والمتوفرة تجاريًا (مثل الكيفلار وإم 5) أو ألياف البولي إيثيلين فائقة الوزن الجزيئي.
بالمقارنة مع المصعد الفضائي الأرضي، سيكون هناك قيود جغرافية وسياسية أقل على موقع الاتصال بالسطح. لن يكون من الضروري أن تكون نقطة اتصال المصعد القمري بشكل مباشر تحت مركز جاذبيته، وحتى يمكن أن تكو قريبة من القطبين، حيث تشير الأدلة إلى احتمالية وجود ماء متجمد في الفوهات العميقة التي لا ترى ضوء الشمس. إن كان ذلك صحيحًا، يمكن أن تُجمع وتُحوَّل إلى وقود صاروخي.

## المقطع العرضي
تحتوي تصميمات المصعد الفضائي للأرض عادةً على استدقاق في الحبل يوفر مقطع إجهاد موحد بدلًا من مقطع عرضي موحد. لأنّ متطلبات القوة بالنسبة للمصعد الفضائي القمري أقل بكثير منها للمصعد الفضائي الأرضي، يمكن اعتماد مقطع عرضي موحد للمصعد الفضائي القمري. تنص الدراسة التي أجراها معهد المبادئ المتقدمة التابع لناسا على ما يلي «تستطيع المركّبات الحالية التحمل لارتفاعات مميزة لعدة مئات من الكيلومترات، وهذا ما يحتاج نسب استدقاق (الاختلاف في قطر المقطع العرضي على طول الكابل) تبلغ نحو 6 للمريخ، و4 للقمر، و6000 للأرض. إن كتلة القمر صغيرة كفاية بحيث يمكن بناء المصعد القمري الفضائي بمقطع عرضي موحد، من دون أي استدقاق على الإطلاق». قد يمكّن المقطع العرضي الموحد من بناء مصعد فضائي قمري بتشكيل ذات بكرة بحبل مزدوج. يمكن لهذا التشكيل أن يجعل الإصلاحات في المصعد الفضائي القمري أكثر بساطة بشكل كبير بالمقارنة مع تشكيل مصعد مستدق. بالرغم من ذلك، قد يتطلب تشكيل البكرة دعامة على طول مئات الكيلومترات من الثقل الموازن لفصل الحبل العلوي عن الحبل السفلي ومنعهما من التشابك. قد يسمح تشكيل البكرة أيضًا بتوسيع سعة النظام بشكل تدريجي عن طريق درز مادة حبل جديدة عليه في نقطة لاغرانج عند دوران الحبل.